# Orimarga (Orimarga) streptocerca
Orimarga (Orimarga) streptocerca is een tweevleugelige uit de familie steltmuggen (Limoniidae). De soort komt voor in het Palearctisch gebied.